# Morphotaxon

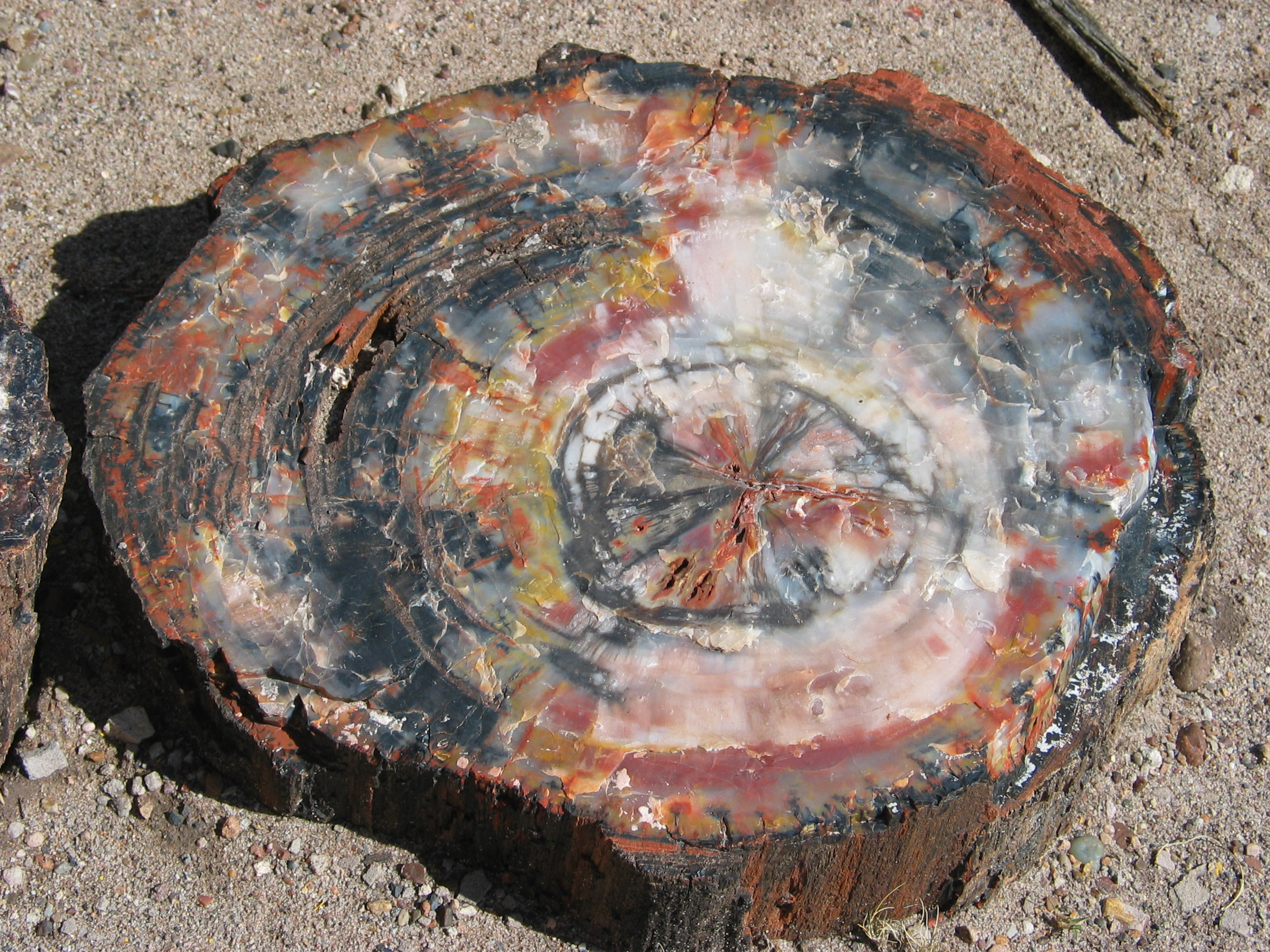
Schijf versteend hout: een bekend voorbeeld van een morphotaxon

Een morphotaxon is een term uit de botanische nomenclatuur, die gebruikt werd voor de paleobotanie; ze had betrekking op fossiel materiaal. De term werd gebruikt in twee edities van het wetboek voor botanische nomenclatuur, te weten de St Louis Code (2000) en de Vienna Code (2006); in de Melbourne Code (2012) is ze geschrapt. Het ging hier om een bijzondere vorm van een taxon (een taxonomische groep). Net als bij normale taxa bestonden er meerdere rangen van morphotaxa, waarvan vooral het morphogeslacht (morphogenus) en de morphosoort (morphospecies) van belang waren.
De bestaansreden van morphotaxa was dat een heel groot deel van de fossiele plantenvondsten bestaan uit geïsoleerd materiaal, bijvoorbeeld alleen stuifmeel in een veen, of alleen een versteende boomstam, zonder dat duidelijk is hoe de rest van de plant eruitgezien heeft. Op deze manier kon een bepaalde groep fossiele vondsten toch een formele botanische naam krijgen, zodat identificeren en catalogiseren van fossiele vondsten en de communicatie daarover vergemakkelijkt werd.
De formele regeling was te vinden in Art. 1.2 en 11.7 van de International Code of Botanical Nomenclature (2006). Hier werd een morphotaxon gedefinieerd als een groep fossielen (van één bepaalde plantengroep afkomstig) die bestond uit één enkel levensstadium, zoals alleen fossiel stuifmeel, alleen fossiele wortels, alleen fossiel hout, etc. Als er in de zo benoemde fossielen meerdere levensstadia tegelijk aanwezig zijn (bijvoorbeeld een stuk hout met daaraan een tak met een kegel) was geen sprake van een morphotaxon. In Art. 11.7 werden de regels vastgelegd voor het gebruik van namen voor morphotaxa.
Heel vaak was in de naam van een morphogeslacht besloten om welk levensstadium het gaat: zo heeft Alnipollenites betrekking op stuifmeel, lijkend op dat van Alnus (pollen is wetenschappelijk Latijn voor stuifmeel) en Araucarioxylon op versteend hout, lijkend op dat van Araucaria ('xylon' is Grieks voor hout). De naam van een morphosoort was veelal niet onmiddellijk als zodanig herkenbaar, bijvoorbeeld Ginkgo huttonii, tenzij ze was ingedeeld in een (als zodanig herkenbaar) morphogeslacht (bijvoorbeeld Ginkgoites huttonii).
Diatomeeën zijn expliciet uitgesloten van de speciale bepalingen voor morphotaxa, alsook van de bepalingen voor fossiele taxa in het algemeen.
Andere termen die in de literatuur wel gebruikt zijn (en waarschijnlijk nog wel worden) voor (ongeveer) ditzelfde fenomeen (maar dan in de rang van geslacht) zijn organ genus en form-genus. Tegenwoordig bestaan er geen fossiele planten meer maar alleen fossielen van planten; deze fossielen kunnen gewoon een botanische naam krijgen, en het is aan een taxonoom om te bepalen welke fossielen hij indeelt bij een bepaald taxon.